# АмаЗулу (Дурбан)
Футбольний клуб «АмаЗулу» або просто «АмаЗулу» (англ. AmaZulu Football Club) — професійний південноафриканський футбольний клуб з міста Дурбан.

## Досягнення
- Перший дивізіон національного чемпіонату (Прибрежна зона)
  -  Чемпіон (9): 2000/01, 2002/03

- Мвела платінум плей-оф
  -  Чемпіон (1): 2007

- Національна Соккер-ліга Південної Африки
  -  Чемпіон (1): 1972

- Кубок ПАР
  -  Фіналіст (5): 1972, 1973, 1974, 1990, 2010